# Јовица Мандић (падобранац)
Јовица Мандић-Јоцо (Ђаковица 14. септембар 1949), падобранац. 45 година дугу падобранску каријеру почео као спортски падобранац у Приједору, наставио као наставник падобранства, пробни падобранац фабрике "Клуз" у Београду, вишеструки репрезентативац БиХ, инструктор падобранства (аероклубови Приједор и Сарајево, ЈСО, Жандармерија, САЈ), тренер репрезентације СФРЈ, међународни спортски судија.

## Биографија
Јовица је рођен 1949. године у Ђаковици. Школовао се у Приједору, Сарајеву и Београду. Још увијек је, као судија, инструктор и функционер, активан у српском падобранству. Живи у Београду.

## Падобранска биографија
Јовица Мандић се падобранством почиње бавити јуна 1968. године у Приједору на аеродрому Урије. Исте године полаже испит за дозволу спортског падобранца и у септембру одлази у Ниш на служење војног рока у 63.падобранској бригади ЈНА. (извео 21 скок) Послије одслужења војног рока одлази у републички ваздухопловни центар у Сарајеву на школовање за наставника падобранства. (Период од 1970-1971.г.)
Године 1970. почиње да учествује на такмичењима у падобранству. Такмичи се у дисциплинама: скоку на циљ, стил-циљ и фигуре. Са групом спортиста БиХ учествује на омладинском првенству Југославије. Осваја 3. мјесто у генералном пласману-појединачно. На Међународном купу у Загреб осваја са екипом 3. мјесто.
Од 1970. до 1977. године волонтира у аероклубу Приједор и такмичи за репрезентацију БиХ, са којом, на сваком првенству Југославије, осваја једно од прва три мјеста.
Године 1974., на државном првенству у Лесковцу учествује у постављању рекорда који је трајао 10 година. (Четворица такмичара погађају у центар циља ("нула" - {\displaystyle \phi \,} 10 цм.) у једном скоку)
Од 1977. године постаје пробни падобранац у индустрији падобрана "Клуз". И даље се активно бави спортским падобранством. 1979. године на државном првенству осваја 2. мјесто у дисциплини "скокови на циљ".
Поред пробе и испитивања порототипова падобрана у фабрици "Клуз", ради на обуци омладине у падобранству као и на тренингу спортиста. 1980. године је тренер репрезентације Југославије заједно са Виктором Купљеником.
Организује многа клупска, републичка и међународна првенства. 1987. година са сарадницима организује Прво свјетско пара ски првенство на Бјелашници код Сарајева.
Године 1992., на Палићу код Суботице, са сарадницима организује државно првенство у ликовима (RW-4) и лично учествује у постављању националног (СРЈ) рекорда у дисциплини "велики лик", са 24 учесника (падобранца) из хеликоптера Ми-8.
Организује такмичења у дисциплинама:
- скокови на циљ и фигуре
- ликови - скокови (RW-4)
- пара ски комбинација (Копаоник, Јахорина, Игман, Бјелашница...)

Организује такмичења и у многим градовима Србије и бивше Југославије: Приједор, Сарајево, Београд, Бар, Подгорица, Кумбор, Н. Сад...
12.маја 2003. године, у сарадњи команде жандармерије и војске Србије, на аеродрому Батајница организује скок којим се поставља висински рекорд. Изведен је скок са 9250 метара из авиона Ан-26 (Антонов-26), када је 12 падобранаца у току лета, до одвајања од авиона, користило кисеоник из боца. Успјешно је изведен слободан пад.
Јовица је скакао са педесетчетири типа падобрана (од руског ПД-04 из Другог свјетског рата до најновијих америчких из 21 вијека) i из 36 типова ваздухоплова. ( од "Курира" – копија њемачке "Роде", до швајцарског "Пилатус портера" – PC-6) Скокове је изводио на мору, језерима и ријекама, као и на циљеве на надморским висинама од 1800 метара. (Бјелашница, Јахорина, Шар-планина, Алпи... ) Скакао је и такмичио се на теренима у СССР-а, Румунији, Грчкој, Мађарској, Аустрији, Француској, Италији. Јовица Мандић је скакао падобраном са висина од 800-6000 метара. Направио је преко 6700 скокова у 45 година бављења падобранством.

## Занимљивост
Показатељ ризика у овом екстремном спорту је и податак колико је пута падобранац отварао резервни падобран. Јовица је "резерву" отварао:
- као спортиста само једном,
- као пробни падобранца неколико пута и
- грешком, из личне несмотрености- непотребно, два пута.